# 髙村正人
髙村 正人（たかむら まさと、1969年 - ）は、日本の実業家。

## 来歴
静岡県出身。1992年、慶應義塾大学法学部法律学科卒業後、三和銀行（現三菱UFJ銀行）入行。 2005年3月にイー・トレード証券（現SBI証券）入社、コーポレート部長、SBI証券常務取締役コーポレート部管掌等を経て、2013年3月に代表取締役社長。2022年2月にSBIホールディングス株式会社代表取締役副社長(COO)。